# Umweltgütesiegel für Alpenvereinshütten
Das Umweltgütesiegel für Alpenvereinshütten wurde 1994 vom Österreichischen und 1995 vom Deutschen Alpenverein eingeführt, um das Engagement der Alpenvereine im Bereich Umweltschutz, insbesondere der nachhaltigen Nutzung der alpinen Bergwelt zu betonen und die Sektionen zu verstärktem Engagement anzuspornen. Das Umweltgütesiegel wird an Schutzhütten verliehen, die durch Investitionen in geeignete Technik und Veränderung der Bewirtschaftung der Hütten in besonderer Weise den Grundsatz der Nachhaltigkeit im Umweltschutz erfüllen. Der Alpenverein Südtirol (AVS) hat sich später angeschlossen.

## Kriterien
Allgemeine Grundvoraussetzung ist die Beachtung aller einschlägigen bundes- und landesgesetzlichen Regelungen. Darüber hinaus ist bei allen neuen Investitionen darauf zu achten, Ver- und Entsorgungsanlagen an den Stand der Technik anzupassen.
Für die Verleihung des Umweltgütesiegels für Schutzhütten des Alpenvereins gibt es zudem folgende Vorgaben:
- Energieversorgung

- Energiesparmaßnahmen
- Regenerative Energieträger
- Trinkwasser/Abwasser

- Wassersparende Maßnahmen
- Maßnahmen zur Reduzierung der Schmutzfracht
- Abfall

- Abfallvermeidung
- Abfallverwertung/-entsorgung
- Luftreinhaltung
- Reinhaltung der Hüttenumgebung
- Lärmvermeidung
- Informationen

Auf Antrag der hüttenbesitzenden Sektion und nach Prüfung durch eine Jury erfolgt die Zuerkennung des Umweltgütesiegels. Die Prüfung erfolgt anhand eines stetig weiterentwickelten Kriterienkataloges. Das Umweltgütesiegel ist auf fünf Jahre befristet bzw. muss bei einem Pächterwechsel neu beantragt und überprüft werden.

## Hütten mit Umweltgütesiegel
Die ersten beiden Hütten wurden 1996 mit dem Umweltgütesiegel ausgezeichnet. Es waren dies die Liezener Hütte im Toten Gebirge und die Zollnerseehütte im Karnischen Hauptkamm, beide ÖAV. Mindelheimer und Tannheimer Hütte des DAV folgten 1997. Als erste Hütte des AVS wurde 1998 die Schlernbödelehütte am Schlern ausgezeichnet. Mit Stand 2021 gibt es knapp 130 Schutzhütten mit dem Gütesiegel.

## CAI
Der Club Alpino Italiano hat kein eigenes Umweltgütesiegel ins Leben gerufen, sondern ist bestrebt, für seine Schutzhütten das Europäische Umweltzeichen zu erlangen.